# 晋江市第二体育中心
晋江市第二体育中心（英語：Jinjiang Second Sports Center），位于中华人民共和国福建省晋江市双龙东路10号，是一个多种功能体育城市综合体。总建筑面积为18.8万平方米，包括体育馆、游泳馆、综合训练馆、以及室外篮球场等附属设施。2020年10月1月，该体育中心正式启用，部分场馆亦对外开放。
该体育中心起初作为2020年第18届世界中学生运动会主场馆而兴建，但因受國際2019冠状病毒病疫情影響，运动会多次宣布延期后取消，因此实际并无承载该赛事用途。

## 场馆建筑

### 体育馆
作为晋江市第二体育中心体育馆的主馆，体育馆看台最多可容纳15,107名观众（3,826个活动座席，11,247个固定座席，34个无障碍席位），总建筑面积64,300平方米，可满足NBA标准的篮球赛事。通过调整活动座席，除可满足冰球、手球、排球、羽毛球、乒乓球等多项国际单项赛事外，还可举办大型文艺演出。

### 游泳馆
游泳馆看台总座席数2,000座，其中1,400座为固定座席，600座为活动座席。主要供群众健身使用，总建筑面积27,730平方米。

### 训练馆
训练馆1层为综合馆，为通高大空间，地面标高-5.5米，平均净高约18米，通过室外地面的变标高处理，将其整体作为地上空间设计。2层大众健身馆为地上大空间，平均净高约11米。这两个馆均可满足篮球比赛及训练的要求。3层为小型展厅，净高6米。

## 举办活动

### 体育赛事
- 2023年8月20日：2023晋江国际男篮精英赛[6]

### 演唱会
| 时间                         | 歌手     | 演出名                                | 场数 |
| 2023                         | 2023     | 2023                                  | 2023 |
| ---------------------------- | -------- | ------------------------------------- | ---- |
| 2023年5月19-20日             | 刘若英   | 飞行日巡回演唱会                      | 2    |
| 2023年9月9日                 | 告五人   | 第一次新世界巡回演唱会「宇宙的有趣」  | 1    |
| 2023年9月30日、10月1日       | 任贤齐   | 齐迹·在路上巡回演唱会                 | 2    |
| 2023年12月23日               | 梁静茹   | 当我们谈论爱情世界巡回演唱会          | 1    |
| 2024                         |          |                                       |      |
| 2024年6月1日                 | 周传雄   | 念念不忘巡迴演唱會                    | 1    |
| 2024年1月19-21日、1月26-27日 | 張學友   | 60+巡迴演唱會                         | 6    |
| 2024年3月9日                 | 王心凌   | Sugar High 世界巡迴演唱會             | 1    |
| 2024年3月16日                | 马思唯   | 黑马季节巡回演唱会                    | 1    |
| 2024年3月23日                | A-Lin    | A-LINK with PASSENGERS 世界巡迴演唱會 | 1    |
| 2024年4月13日                | 杨丞琳   | LIKE A STAR 世界巡迴演唱會            | 1    |
| 2024年4月27日                | 五月天   | Just Love It ! 擁抱演唱會             | 1    |
| 2024年6月1日                 | 周华健   | 少年侠客巡回演唱会                    | 1    |
| 2024年10月25-27日、11月1-3日 | 陳奕迅   | Fear and Dreams世界巡迴演唱會         | 6    |
| 2025                         |          |                                       |      |
| 2025年5月1日-2日             | 登陆少年 | 无所畏计划演唱会                      | 2    |

## 荣誉
2021年12月，晋江市第二体育中心获得「2020-2021年度第二批中国建设工程鲁班奖（国家优质工程）」。